# Résidence d'été des Obrenović à Plavinac
La résidence d'été des Obrenović à Plavinac (en serbe cyrillique : Летњиковац Обреновића на Плавинцу код Смедерева ; en serbe latin : Letnjikovac Obrenovića na Plavincu kod Smedereva) se trouve à Smederevo (quartier de Plavinac), dans le district de Podunavlje, en Serbie. Elle est inscrite sur la liste des monuments culturels protégés de la république de Serbie (identifiant no SK 2021),,,.
La résidence est située sur une pente de la rive droite du Danube, avec un arrière plan constitué par une forêt et une vue donnant sur les vignes, le fleuve et la plaine du Banat. Conçue comme un palais d'été pour la dynastie des Obrenović, elle a connu de nombreux changements en presque deux siècles d'existence.

## Présentation

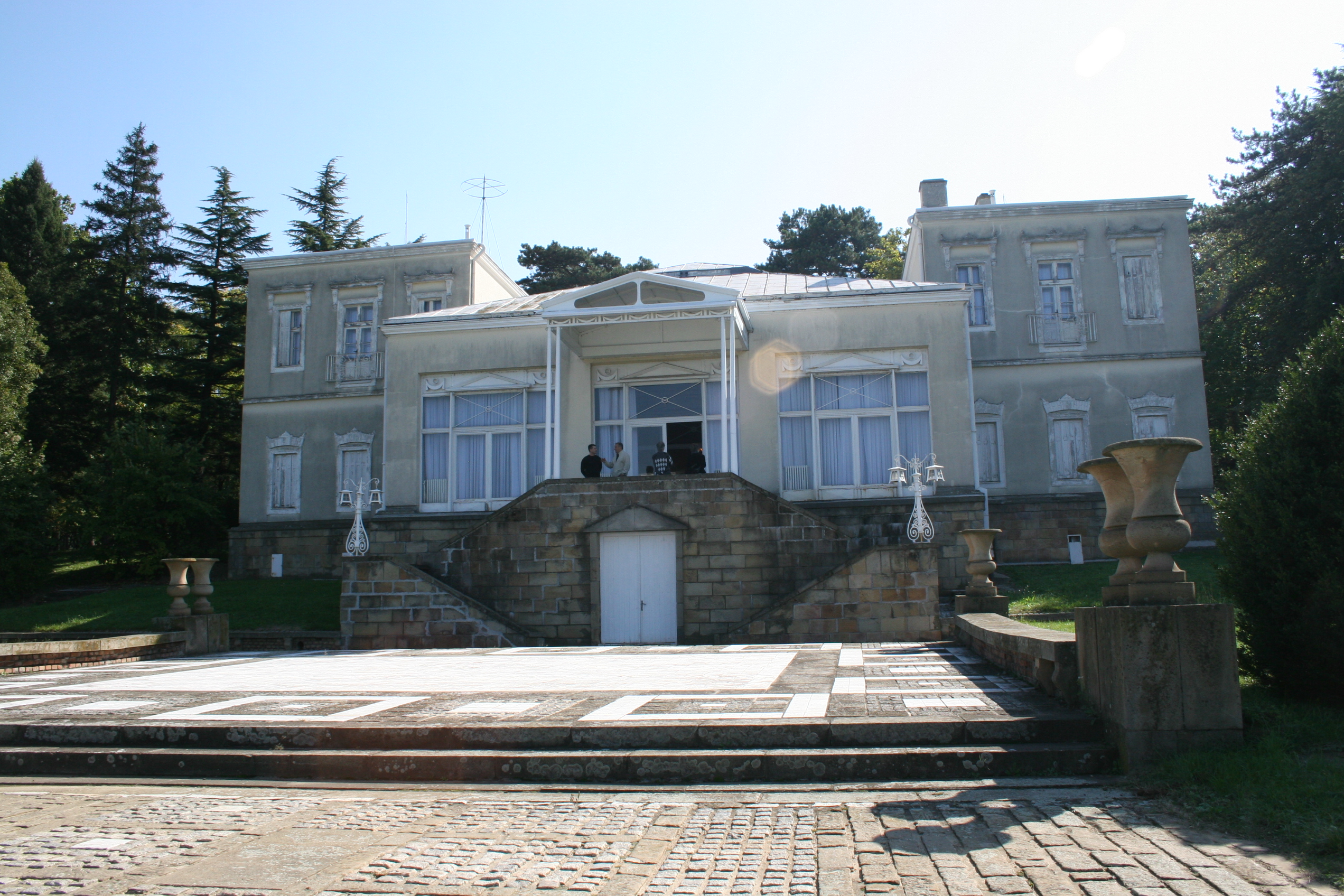
Autre vue de la villa.

En 1827-1829, le prince Miloš a acheté une vigne avec un verger, une prairie et une maison « avec trois foyers pour un hammam » à un spahi turc ; il y a fait rapidement construire une cave avec un konak pour ancrer la dynastie des Obrenović dans la région. En 1865, le prince Michel s'est fait construire dans ces lieux une résidence d'été (en serbe : letnjikovac), connue sous le nom de « Salon », puis, en 1897, la reine Natalija et l'architecte Jovan Ilkić ont modifié la résidence d'été pour en faire une résidence de cour pour le roi Alexandre Ier ; à cette époque, le bâtiment a été doté de deux avancées latérales avec des éléments décoratifs inspirés des villas suisses ; de l'aspect « romantique » d'alors témoignent seulement des cartes-postales et des photographies.
Après la Seconde Guerre mondiale, la « vigne royale de Smederevo » est devenue la propriété de l'État sous le nom de « Zlatni breg », la « colline d'argent » et est devenue un palais luxueusement meublé pour les besoins du protocole. À l'occasion de la Première conférence des pays non alignés de Belgrade, la villa a connu une reconstruction radicale réalisée entre 1957 et 1961 selon un projet de l'architecte Bogdan Bogdanović ; le bâtiment a alors reçu un aspect néo-classique ; le salon a été doté doté d'un sol et d'une cheminée en marbre blanc ; le mobilier, inspiré de toutes les époques, a été dessiné par les peintres Peđa Milosavljević et Miodrag B. Protić. Devant la villa a été installée une fontaine avec une sculpture en bronze représentant Léda et le Cygne, dessinée par Olja Ivanjicki.
Aujourd'hui, l'ancienne résidence de cour des Obrenović reste la propriété du gouvernement de la Serbie.

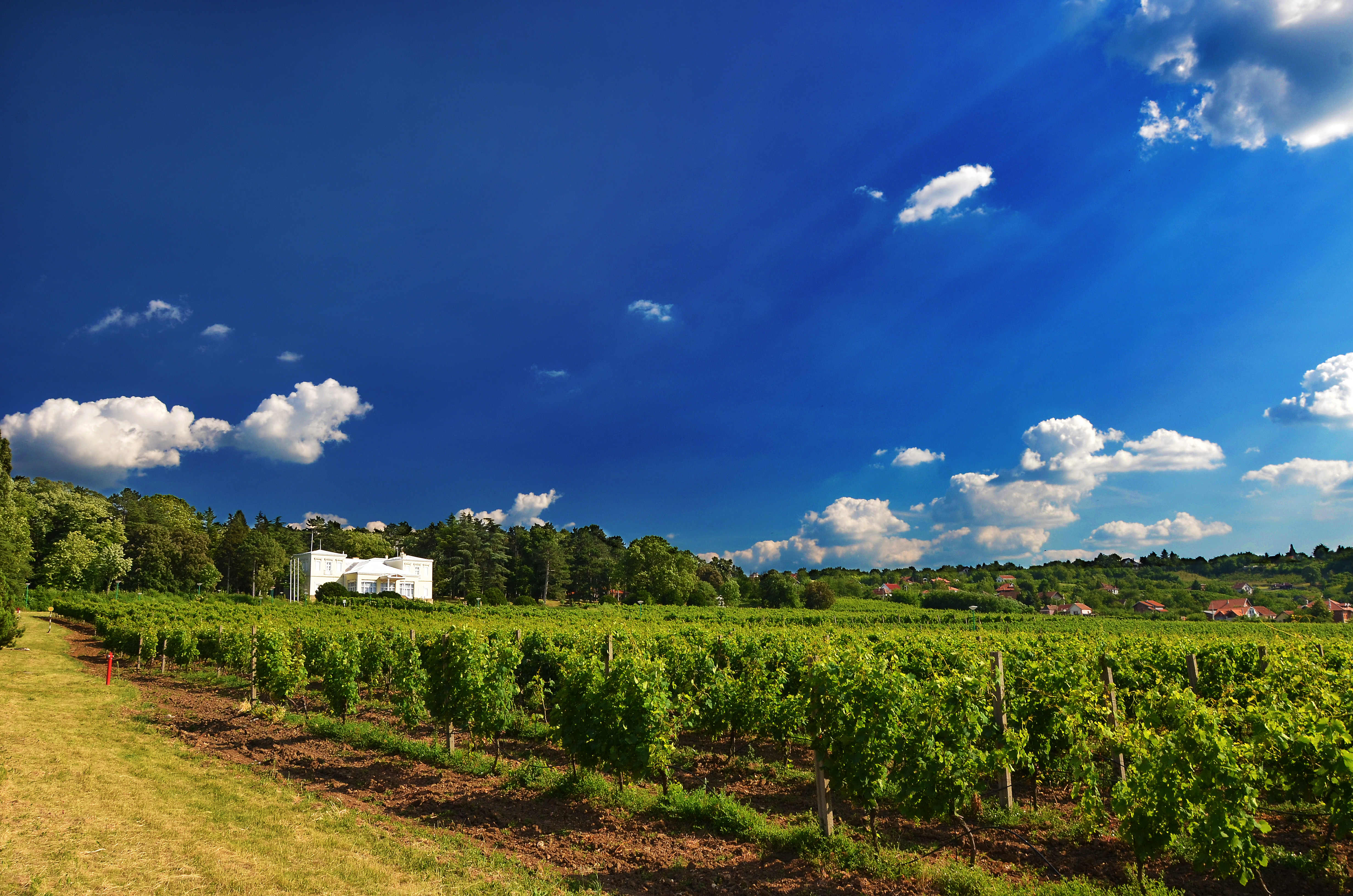
La villa dans les vignes.